# کریستوفر تینگ
کریستوفر تینگ (انگلیسی: Christopher Tyng؛ زادهٔ ۵ اوت ۱۹۶۸) موسیقی‌دان و آهنگساز اهل ایالات متحده آمریکا است.
از فیلم‌ها یا برنامه‌های تلویزیونی که وی در آن نقش داشته‌است، می‌توان به فیوچراما، او. سی.، کت‌شلواری‌ها، تله‌فیلم نایت رایدر و سریال نایت رایدر اشاره کرد.